# اليوم العالمي لكتاب الطفل
منذ عام 1967 أو نحو ذلك يحتفل بيوم ميلاد الأديب الدنماركي هانس كريستيان أندرسن الموافق لـ 2 أبريل كيوم عالمي لكتاب الطفل. يجتمع المؤلفون من جميع أنحاء العالم للفت الانتباه إلى أهمية كتب الأطفال.
يرعى هذا الحدث المجلس الدولي لكتب الشباب IBBY، وهو منظمة غير ربحية تمثل شبكة دولية من الناس من جميع أنحاء العالم الذين يسعون لترقية ودعم كتب الأطفال.
الاحتفالات باليوم العالمي لكتاب الطفل في جميع أنحاء العالم تشمل لقاءات مع المؤلفين والرسامين، ومسابقات كتابة، أو الإعلان عن جوائز الكتاب.

## وصلات خارجية
- صفحة عن اليوم العالمي لكتاب الطفل - على موقع المجلس الدولي لكتب الشباب IBBY